# Mohombi

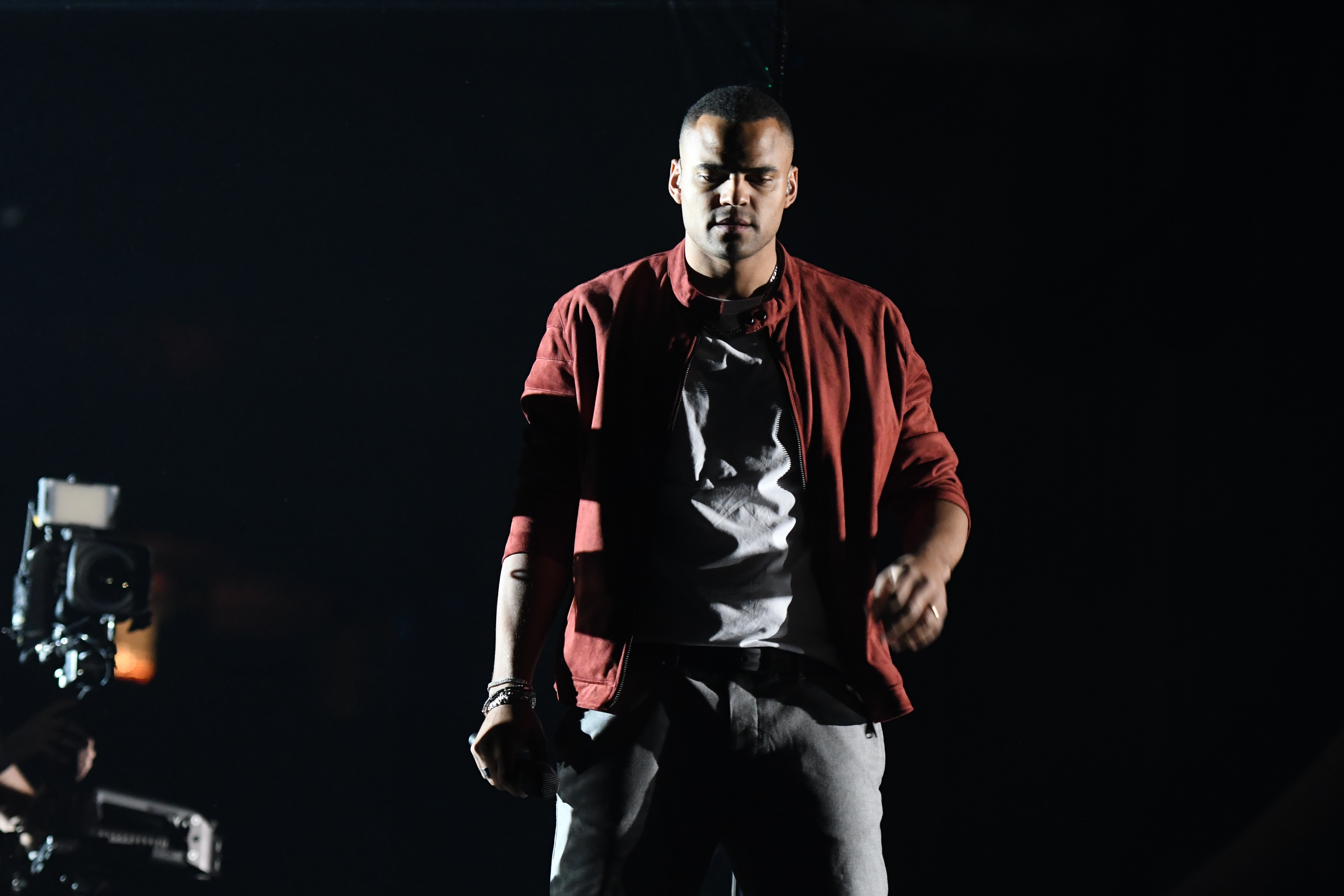
Mohombi (Melodifestivalen 2019)

Mohombi (eigentlich Mohombi Nzasi Moupondo; * 17. Oktober 1986 in Kinshasa, Demokratische Republik Kongo) ist ein schwedisch-kongolesischer Popsänger, der Englisch, Französisch, Lingála und Schwedisch spricht.

## Karriere

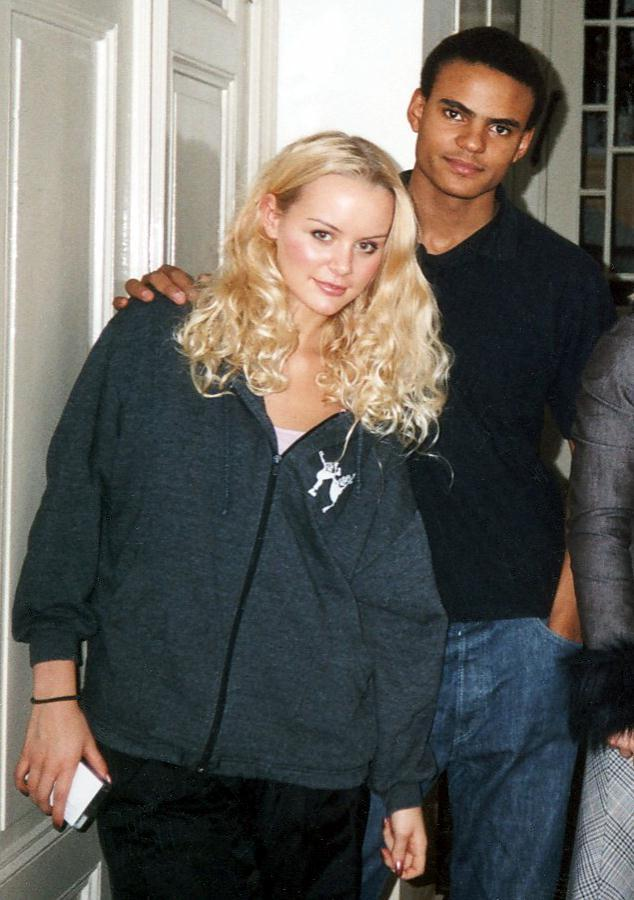
Mohombi mit Helena Mattsson in Stockholm 2002

Moupondo studierte an der Kabarettschule F. U. S. I. A. in Stockholm und hatte sein Bühnendebüt in Wild Side Story. Seine musikalische Karriere begann er als Mitglied der Boyband Avalon, mit der er u. a. am Schwedischen Nationalen Songfestival teilnahm.
Im Juli 2010 veröffentlichte er unter dem Titel Bumpy Ride seine Debütsingle, für deren Produktion sich der marokkanische Musikproduzent RedOne verantwortlich zeichnete. Das Lied wurde von Nordeuropa bis nach Frankreich ein Top-10-Hit.
In England wurde im November die Single Miss Me veröffentlicht, bei der Mohombi Unterstützung vom US-amerikanischen Rapper Nelly erhielt.
2019 nahm Mohombi mit seinem Lied Hello am Melodifestivalen, dem schwedischen ESC-Vorentscheid, teil. Er belegte im Finale den fünften Platz. Im Folgejahr nahm er erneut am Melodifestivalen teil. Mit dem Lied Winners belegte er im Finale den zwölften Platz.
Im Dezember 2022 kündigte Mohombi seine Kandidatur für die Präsidentschaftswahlen 2023 in DR Kongo als unabhängiger Kandidat an.

## Diskografie

### Alben
| Jahr | Titel     | Höchstplatzierung, Gesamtwochen, AuszeichnungChartsChartplatzierungen (Jahr, Titel, Platzierungen, Wochen, Auszeichnungen, Anmerkungen) | Anmerkungen                            |
| Jahr | Titel     | SE | Anmerkungen                            |
| ---- | --------- | --- | -------------------------------------- |
| 2011 | MoveMeant | SE43 Gold · (11 Wo.)SE | Erstveröffentlichung: 25. Februar 2011 |

Weitere Alben
- 2014: Universe
- 2020: Rumba 2.0

### Singles
| Jahr | Titel Album                   | Höchstplatzierung, Gesamtwochen, AuszeichnungChartplatzierungen (Jahr, Titel, Album, Platzierungen, Wochen, Auszeichnungen, Anmerkungen) | Höchstplatzierung, Gesamtwochen, AuszeichnungChartplatzierungen (Jahr, Titel, Album, Platzierungen, Wochen, Auszeichnungen, Anmerkungen) | Höchstplatzierung, Gesamtwochen, AuszeichnungChartplatzierungen (Jahr, Titel, Album, Platzierungen, Wochen, Auszeichnungen, Anmerkungen) | Höchstplatzierung, Gesamtwochen, AuszeichnungChartplatzierungen (Jahr, Titel, Album, Platzierungen, Wochen, Auszeichnungen, Anmerkungen) | Höchstplatzierung, Gesamtwochen, AuszeichnungChartplatzierungen (Jahr, Titel, Album, Platzierungen, Wochen, Auszeichnungen, Anmerkungen) | Höchstplatzierung, Gesamtwochen, AuszeichnungChartplatzierungen (Jahr, Titel, Album, Platzierungen, Wochen, Auszeichnungen, Anmerkungen) | Anmerkungen                                                  |
| Jahr | Titel Album                   | DE | AT | CH | UK | US | SE | Anmerkungen                                                  |
| ---- | ----------------------------- | --- | --- | --- | --- | --- | --- | ------------------------------------------------------------ |
| 2010 | Bumpy Ride MoveMeant          | — | — | CH41 (11 Wo.)CH | — | — | SE6 ×2Doppelplatin · (30 Wo.)SE | Erstveröffentlichung: 19. Juli 2010                          |
| 2010 | Miss Me MoveMeant             | — | — | — | UK66 (1 Wo.)UK | — | — | feat. Nelly                                                  |
| 2010 | Dirty Situation MoveMeant     | — | — | — | — | — | SE54 (1 Wo.)SE | Erstveröffentlichung: 8. November 2010 feat. Akon            |
| 2011 | Coconut Tree MoveMeant        | — | — | — | — | — | SE8 Platin · (31 Wo.)SE | Erstveröffentlichung: 4. April 2011 feat. Nicole Scherzinger |
| 2011 | Maraca Universe               | — | — | — | — | — | SE14 (14 Wo.)SE |                                                              |
| 2019 | Hello Melodifestivalen 2019   | — | — | — | — | — | SE3 ×2Doppelplatin · (14 Wo.)SE | Erstveröffentlichung: 25. Februar 2019                       |
| 2020 | Winners Melodifestivalen 2020 | — | — | — | — | — | SE24 (4 Wo.)SE | Erstveröffentlichung: 24. Februar 2020                       |

Weitere Singles
- 2011: Say Jambo
- 2011: Lovin’
- 2011: Do Me Right
- 2011: In Your Head
- 2013: I Don’t Want To Party Without You
- 2014: Movin’ (feat. Birdman, KMC & Caskey)
- 2014: Summertime
- 2014: Universe
- 2015: Lose It (feat. Big Ali)
- 2019: Hello
- 2023: Chocola (feat. Bayanni, Dawda).

### Gastbeiträge
| Jahr | Titel Album        | Höchstplatzierung, Gesamtwochen, AuszeichnungChartplatzierungen (Jahr, Titel, Album, Platzierungen, Wochen, Auszeichnungen, Anmerkungen) | Höchstplatzierung, Gesamtwochen, AuszeichnungChartplatzierungen (Jahr, Titel, Album, Platzierungen, Wochen, Auszeichnungen, Anmerkungen) | Höchstplatzierung, Gesamtwochen, AuszeichnungChartplatzierungen (Jahr, Titel, Album, Platzierungen, Wochen, Auszeichnungen, Anmerkungen) | Höchstplatzierung, Gesamtwochen, AuszeichnungChartplatzierungen (Jahr, Titel, Album, Platzierungen, Wochen, Auszeichnungen, Anmerkungen) | Höchstplatzierung, Gesamtwochen, AuszeichnungChartplatzierungen (Jahr, Titel, Album, Platzierungen, Wochen, Auszeichnungen, Anmerkungen) | Höchstplatzierung, Gesamtwochen, AuszeichnungChartplatzierungen (Jahr, Titel, Album, Platzierungen, Wochen, Auszeichnungen, Anmerkungen) | Anmerkungen                                                              |
| Jahr | Titel Album        | DE | AT | CH | UK | US | SE | Anmerkungen                                                              |
| ---- | ------------------ | --- | --- | --- | --- | --- | --- | ------------------------------------------------------------------------ |
| 2010 | Do It –            | — | AT41 (1 Wo.)AT | — | — | — | SE9 (4 Wo.)SE | Erstveröffentlichung: 26. November 2010 Lazee feat. Mohombi              |
| 2015 | I Need Your Love – | DE91 (2 Wo.)DE | AT75 (1 Wo.)AT | — | UK36 Silber · (9 Wo.)UK | US66 Gold · (8 Wo.)US | — | Erstveröffentlichung: 13. März 2015 Shaggy feat. Mohombi, Faydee & Costi |
| 2017 | La vie en rose –   | — | — | CH47 (2 Wo.)CH | — | — | — | DJ Antoine feat. Mohombi                                                 |

Weitere Gastbeiträge
- 2011: Sexy (mit Les Jumo feat. Mohombi)
- 2011: Cartes sur table
- 2011: Suave (Kiss Me) (mit Nayer & Pitbull)
- 2012: Love 2 Party (mit Celia)
- 2012: Addicted (mit DJ Assad, Craig David & Greg Parys)
- 2015: Te quiero mas (feat. Shaggy, Don Omar, Faydee, Costi, Farruko)
- 2015: Baddest Girl in Town (von Pitbull mit Wisin)
- 2015: Vive la vida (mit Nicole Cherry)
- 2016: Balans (mit Alexandra Stan, AT: Gold)
- 2016: Picky Picky (Remix) (feat. Joey Montana & Akon)
- 2017: Se fue (Arash vs. Mohombi)
- 2018: Another Round (feat. Nicola Fasano & Alex Guesta feat Pitbull)

## Auszeichnungen für Musikverkäufe
| Goldene Schallplatte - Dänemark - 2022: für das Album MoveMeant - Mexiko - 2017: für die Single Baddest Girl in Town - Spanien - 2024: für die Single Bumpy Ride | 2× Platin-Schallplatte - Dänemark - 2023: für die Single Bumpy Ride |

Anmerkung: Auszeichnungen in Ländern aus den Charttabellen bzw. Chartboxen sind in ebendiesen zu finden.
| Land/RegionAuszeichnungen für Musikverkäufe (Land/Region, Auszeichnungen, Verkäufe, Quellen) | Silber  | Gold     | Platin     | Verkäufe | Quellen              |
| -------------------------------------------------------------------------------------------- | ------- | -------- | ---------- | -------- | -------------------- |
| Dänemark (IFPI)                                                                              | —       | Gold1    | 2× Platin2 | 190.000  | ifpi.dk              |
| Österreich (IFPI)                                                                            | —       | Gold1    | —          | 15.000   | ifpi.at              |
| Mexiko (AMPROFON)                                                                            | —       | Gold1    | —          | 30.000   | amprofon.com.mx      |
| Schweden (IFPI)                                                                              | —       | Gold1    | 5× Platin5 | 300.000  | sverigetopplistan.se |
| Spanien (Promusicae)                                                                         | —       | Gold1    | —          | 30.000   | elportaldemusica.es  |
| Vereinigte Staaten (RIAA)                                                                    | —       | Gold1    | —          | 500.000  | riaa.com             |
| Vereinigtes Königreich (BPI)                                                                 | Silber1 | —        | —          | 200.000  | bpi.co.uk            |
| Insgesamt                                                                                    | Silber1 | 6× Gold6 | 7× Platin7 |          |                      |